# جيم شفاب
جيم شفاب (بالإنجليزية: Jim Schwab)‏ (13 يوليو 1965 بالولايات المتحدة - ) هو مدرب كرة قدم ولاعب كرة قدم أمريكي في مركز الدفاع. لعب مع Kansas City Brass ‏ وHershey Impact ‏ وKansas City Attack ‏ وكنساس سيتي كومتس ‏.